# Джасим
Джасим (на арабски: جاسم) е град в Южна Сирия, административно част от мухафаза Дараа. Намира се на 41 километра северно от Дараа и е близо до градовете Науа на юг, Кафр Шамс на север, Инкхил на североизток и ал-Хара на северозапад. При преброяването от 2004 г. на Централното статистическо бюро (CBS), Джасим има население от 31 683 души.

## История

### Късна античност
Смята се, че Джасим е Гашмаи, място, споменато в Мозайката от Рехов като град в околностите на Науа.
През византийския период Джасим е седалище на монофизитската църква през 570 г. Той е контролиран и населен от арабите Гасаниди, васално на Византийската империя. В града има пет манастира, свързани с монофизитите. Гасанидският цар Ну'ман е погребан между Джасим и близката Тубна.

### Средновековие
Арабският историк ал-Масуди от 10-ти век пише, че Джасим принадлежи на Дамаск и се намира „между Дамаск и провинция Йордания, в област, наречена ал-Хаулан. Джасим е на няколко км от ал-Джабия и от територията на Науа , където е пасището на Йов."
Джасим е посетен от арабския географ Якут ал-Хамауи в началото на 13-ти век по време на управлението на Аюбидите. Ал-Хамауи пише, че мястото е кръстено на "Джасим, син на Ирам ибн Сам (Шем) ибн Нух (Ной), който го посети по време на разрушаването на Вавилонската кула." Освен това той отбелязва, че Джасим е град в провинция Дамаск, „разположен на 8 левги от Дамаск, отдясно на главния път за Табария (Тиберия).“

### Oсмански период
През 1596 г. Джасим се появява в османските дефтери, намирайки се в нахия Джейдур в санджак Хауран. Има изцяло мюсюлманско население, състоящо се от 28 домакинства и 14 ергени. Селяните плащат данък от 40% върху пшеницата, ечемика и летните култури; общо 11 300 акчета. Половината от приходите отиваt за вакъф.
Много от жителите на близкия ал-Хара произхождат от Джасим. Видният арабски социалистически лидер от 20-ти век Акрам Хаурани произлиза от племето, чиито членове се заселват в Хомс. През 1870-те години Готлиб Шумахер отбелязва, че Джасим е едно от най-големите села в региона с население от 1000 души, живеещи в 215 колиби. Той съобщава, че е открил няколко древни останки, особено каменни кръстове от византийската епоха.

### Сирийска гражданска война
Джасим е един от първите градове, които участват в мащабните протести срещу правителството през 2011 – 2012 г. на 18 март 2011 г. На 1 април 2012 г. четирима войници от сирийската армия са убити при сблъсъци с бунтовнически въоръжени лица от Свободната сирийска армия в Джасим според Сирийската обсерватория за правата на човека. На 15 януари 2014 г. бунтовниците контролират Джасим. На 17 юли 2018 г. сирийската армия си възвръща града.